# Microcharon salvati
Microcharon salvati är en kräftdjursart som beskrevs av Nicole Coineau 1968. Microcharon salvati ingår i släktet Microcharon och familjen Microparasellidae. Inga underarter finns listade i Catalogue of Life.